# Knut Porse
Knut ou Knud Porse ou Porsa (mort le 30 mai 1330). Noble danois qui participe au Conseil de Régence de Suède pendant la minorité du roi Magnus et épouse sa mère Ingeborg Hakonsdatter. Il est nommé duc de Halland en 1326 et d’Estonie en 1329.

## Origine
Knut ou Knud Porse est le fils de Peder Knudsen Porse, un noble danois impliqué dans le meurtre du roi Éric V de Danemark et qui s’était exilé avec sa famille en Suède depuis 1286 où il avait prospéré.
Knut Porse est cité pour la première fois comme chevalier en 1318 lors de la révolte qui suit la mort des  ducs Erik Magnusson et Valdemar Magnusson. Il est nommé capitaine de Varberg en 1321 et il entre au Conseil Privé de Royaume de Suède où il siège jusqu’en 1326.
Devenu l’amant de la duchesse Ingeborg Hakonsdatter double régente de Norvège et de Suède pour le compte de son fils Magnus IV de Suède, il commande en 1321/1322 les troupes destinées à annexer au domaine propre d’Ingeborg et aux dépens du Danemark la Scanie. Les alliés pressentis par la duchesse pour cette opération se défilent et l’opération échoue. Le Conseil de Suède qui contrairement à celui de Norvège n’avait pas donné son accord à cette initiative  entre en conflit avec la duchesse Ingeborg qui doit renoncer à ses régences en 1326/1327. 
De retour au Danemark, il participe à la rébellion qui génère l’exil du roi Christophe II de Danemark en 1326 et il reçoit du  nouveau roi Valdemar III de Danemark en novembre 1326 le Halland méridional en plus d’une partie de la Scanie, Samsø et le  nord et l’ouest du Sjaelland. Le 21 juin 1327, il épouse Ingeborg Hakonsdatter ce qui lui permet de  contrôler le Halland septentrional tant qu’en 1328 les paysans se révoltent contre lui.
Le roi Christophe II de Danemark qui avec l’appui de son demi frère Jean III de Holstein  préparait son retour au pouvoir lui engage  enfin l’Estonie le 11 novembre 1329.
Knut Porse meurt dès le 30 mai 1330. De son union avec Ingeborg, il laisse deux fils Knut cité en 1330 et Hakan cité en 1332, morts tous deux de la peste en 1350.